# Eksjö (stad)

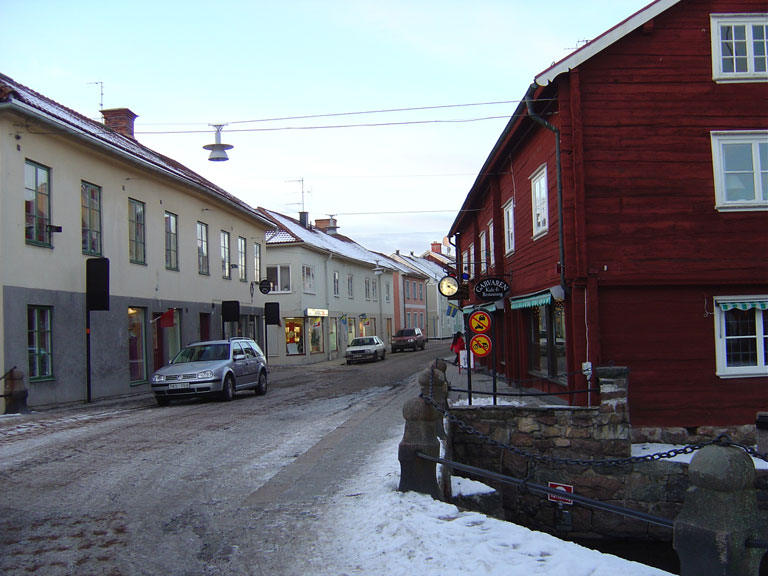
De oude binnenstad (gamla stan) in Eksjö stad

Eksjö is de hoofdstad van de gemeente Eksjö in het landschap Småland en de provincie Jönköpings län in Zweden. De plaats heeft 9676 inwoners (2005) en een oppervlakte van 816 hectare.

## Verkeer en vervoer
Bij de plaats lopen de Riksväg 32, Riksväg 40 en Länsväg 134.
De plaats heeft een station aan de spoorlijn Hultsfred - Nässjö.

## Geboren
- Gunnar Lindström (1896-1951), speerwerper
- Åke Edwardson (1953), schrijver, journalist en hoogleraar
- Oskar Henningsson (1985), golfer